# Пјер Луиђи Нерви
Пјер Лујиђи Нерви (итал. Pier Luigi Nervi; Сондрио, 1891 — Рим, 1979) био је италијански инжењер и архитекта, са великим смислом за драматични дизајн који је користио у предлозима за армирано бетонске конструкције великих распона.

## Биографија
Пјер Луиђи Нерви родио се 21. јуна у Ломбардији у Италији. Дипломирао је 1913. године на универзитету у Болоњи у конструкцијама. За време Првог светског рата он је служио као поручник у ижињерији у италијанској војсци и после рата се оженио са Иреном Калоси са којим је имао 4 сина.
У годинама 1926/1927. пројектовао је познато дело „Кино Аугосте“ у Напуљу.
Нерви је са својим братићем у Риму основао фирму Нерви и Братоли у којој је истрајао до краја своје каријере. 1947/1916. био је професор на универзитету у Риму. Умро је 1979. године у Риму од срчане болести.

## Галерија
- Катедрала Св. Марије у Сан Франциску
- Norfolk Scope Норфок 1971.
- Кула берзе у Монтреалу 1964.